# Ламе-Флери, Жюль Ремон
Жюль Ремон Ламе-Флери (фр. Jules Raymond Lamé Fleury; 2 ноября 1797, Орлеан — 1878, Париж) — французский писатель. Отец инженера Э. Ж. Ф. Ламе-Флери.
Вскоре после Реставрации Бурбонов поступил в королевскую гвардию. Откликнулся на смерть Людовика XVIII траурной одой «К духам предков Людовика Желанного» (фр. Aux mânes de Louis le Désiré; 1824), ставшей одним из первых его опубликованных сочинений. Продолжая военную карьеру в жандармерии, дослужился до чина полковника и вышел в отставку в 1857 году. Офицер ордена Почётного легиона (1856).
Начиная с 1829 г. Ламе-Флери работал над переложением событий древней и новой истории в рассказы для детей; этот его труд сложился к 1844 году в восемнадцатитомный «Полный курс истории, рассказанный для подростков и детей» (фр. Cours complet d'histoire racontée aux enfants et aux petits enfants), который неоднократно переиздавался в тех или иных вариантах, а в 1858—1860 гг. вышел и в русском переводе под названием «История всеобщая в рассказах для детей». Многократно переиздавалась во Франции и в США доведённая Ламе-Флери до 1848 года и заканчивающаяся восторженным приветствием Луи-Наполеону «История Франции, рассказанная для юношества» (фр. L'Histoire de France racontée à la jeunesse); другие популярные частные истории Ламе-Флери — «История Древней Греции», «История открытия Америки» и т. п.; многие из этих работ выходили также в переводах на английский, итальянский и другие языки. Помимо исторических книг, Ламе-Флери опубликовал также «Геометрию, объяснённую детям» (фр. Géométrie expliquée aux enfants; 1833) и др.